# Mateusz Dobrucki
Mateusz Dobrucki (ur. prawdopodobnie w 1520, zm. przed 2 lutego 1602 w Krakowie) – lutnik krakowski.

## Życiorys
Z zachowanego pośmiertnego inwentarza Dobruckiego wynika, że prowadził w Krakowie dużą pracownię, zatrudniając około 6-7 pracowników, gdzie zajmowano się budową cytr, skrzypiec, tenorek i wiolonczel w dużej liczbie. Instrumenty nie były sygnowane, co utrudnia współcześnie identyfikację, jednak aktywność Dobruckiego wskazuje na uznanie, jakim się cieszył jako lutnik.